# Мавзолей на Теодорих Велики
Мавзолеят на Теодорих Велики (на италиански: Mausoleo di Teodorico) е мавзолей в гр.Равена, Италия, построен от остготския крал Теодорих Велики през 520 г. за негова бъдеща гробница.
През 1996 г. мавзолеят, заедно с други раннохристиянски паметници в Равена е включен в Списъка на световното културно и природно наследство на ЮНЕСКО. Понастоящем има статут на музей и е отворен за посетители.

## История
Мавзолеят е изграден от истрийски варовик на две десетостенни нива, увенчани с десетметров купол, изсечен от цял 300 – тонен каменен блок, във формата на старогерманска шатра. Доколкото остготите нямали технически средства да повдигнат такъв тежък каменен блок, мавзолеят бил засипан със земя до самия връх, след което каменният купол е наместен най-отгоре, а впоследствие насипаната земя е отстранена.
След завладяването на Равена от византийците, тялото на крал Теодорих е изнесено от мавзолея, и сградата е превърната в параклис. През XIX век мавзолеят е реставриран.

## Архитектура
Мавзолеят има две нива: на горното е разположен празният саркофаг на крал Теодорих, а долното вероятно е било предназначено за погребения на членовете на неговото семейство или е било параклис (капела) за заупокойни богослужения.
Долното ниво на мавзолея има десет страни, разделени от ниши с полукръгли арки. В една от нишите е входът на мавзолея. Вътрешнността на долното ниво е във формата на кръст; светлината прониква в него през шест малки прозорчета.
Горното ниво е с по малък диаметър и също е изградено във формата на десетостенник, преминаващ в кръгла част, върху която се опира куполът. Горната част на второто ниво е украсена с фризове.
Монолитният купол е украсен с десет каменни „скоби“, които вероятно са се използвали и за транспортиране и наместване на купола.